# Судство старе Атине
Судови старе Атине (4. и 5. век пре нове ере) били су основни орган демократије. Према Аристотелу, онај који контролише судство, контролише и државу. Атину карактеришу поротни судови, и то веома велики: најмањи су бројали 200 чланова (+1 да би се избегло нерешено гласање), затим 500, док су неки бројали и 1500. Пороту, која се у Атини назива Хелија, чинило је 6000 чланова. Најмање једном приликом целих 6000 седело је заједно и судило о једном случају. За разлику од закона у Риму, где су се чланови пороте бирали, у Атини порота је бирана насумично, што би у теорији значило да је чинио широк спектар чланова из различитих друштвених класа. Поротници, као и сви остали службеници у држави, бирали су се на годишњем нивоу. После Солонових реформи (594/3. п. н. е. ) свако, независно од класе, могао је постати поротник. Ово је требало да учини ситем праведнијим према сиромашнијим члановима друштва, који су у многоме били изопштени у корист аристократа.
Архонти, који су сазивали судове, имали су искључиво административну функцију и нису давали никакве правне савете пороти; порота је једина вршила улогу судије. За време Периклеа и надаље, порота је примала плату – два обола дневно. Иако сума новца није била претерано велика, била је довољан подстицај и најсиромашнијима да постану чланови.
Клеон је касније повећао на 3 обола.
Судови у Атини били су различити и разнолики и мењали су се временом. Настали су од савета елите и богатих који су уживали моћ и били на челу, док су на крају постали доступни свим слободним мушкарцима који су били у војсци. Атина је ценила правду, и са новим изазовима уводила је нове реформе. Одлуке у судовима доносиле су се гласом већине. Судови су такође могли да протерају из друштва оне који су због превише моћи могли да постану тирани. Променама у судству, мењало се и атинско право да би се боље уклапало у друштво.

## Распоред простора
Један извор налаже да су се Атински судови одржавали у три различите зграде. Ове три зграде биле су једна уз другу и формирале су троугао отвореног простора. Све три зграде су биле простране, што је омогућило многим људима да посматрају суђење. Три зграде се помињу као зграде А, Б и Ц. „Суд А, наткривена колонада; Суд Б, правоугаона сала; и суд Ц, правоугаона сала. Судови А и Б су делили зид и налазили су се преко пута Суда Ц. Ископавањем тог подручја пронађена је гласачка кутија у близини источног дела зграде Б, поред зграде А.” Други извори кажу да се у зависности од типа суда мења и локација. Судови су углавном били око Агоре, а понекад, у озбиљнијим случајевима, одржавали су се на Пниксу који је био отворен простор на брду. Судови су били веома велики јер је било много чланова пороте, тако да је понекад било тешко пронаћи једну зграду која би могла да прими толики број људи. Различити научници кажу да су била различита подручја у којима су се суђења одвијала. Суђења су била различита по својим темама, јавна и приватна, а судови су били различити по саставу (број поротника). Већина суђења се одвијала у главном делу града, на Агори, али су се нека дешавала широм града и околине. Многи Атињани би присуствовали суђењима и учествовали без обзира на временске прилике. 

## Састав суда
Атином је на почетку свог постојања владао краљ и врло мала група људи званих Архонти. Они су доносили одлуке и вршили доживотну функцију. Ствари су почеле да се мењају како се група на власти ширила и укључивала више људи, који су на тој позицији били привремено. Драстичне промене долазе Драконовим реформама које су омогућиле сваком мушкарцу који је могао да приушти пун оклоп учешће у политици. Ово је у великој мери променило суд јер су сада „обични људи“ могли да учествују и могли су да покрену поступак ако су њихова права повређена. Солон је такође донео реформе и задржао је Савет као владајући орган у време политике и судства, са четири стотине чланова, по сто из сваког племена. Веће је било најмоћнија организација све до инвазије Персијанаца и нових реформи које су укинуле већину моћи Већа. Међутим, дошло је до општег хаоса и забуне, јер су људи покушавали да преузму власт, све док Клистен није направио десет племена од којих би свако послало по педесет чланова у савет. Племена нису била међусобно повезана. После инвазије Персијанаца, Веће Ареопага, које је још увек било састављено од веома богатих, полако је губило моћ и успостављени су судови пошто су преузели многе послове које је Савет обављао. Ови судови су се састојали од многих поротника који су били мушкарци старији од тридесет година и већином су били земљорадници. Број је био различит за свако суђење, али је био око неколико стотина до неколико хиљада. Ово је требало да се спречи корупцију јер се веровало да нико неће моћи да подмити неколико стотина поротника. Број поротника био је непаран да би спречили изједначење и поротници су бирани жребом.

## Убиство
„Убиство је било најтежи злочин за Атињане.“ Када је особа убијена, сматрало се да је друштво загађено, односно да се десила грешка у друштву. Убиство се сматрало злочином који се састоји од два фактора: један фактор је породица жртве, а друго богови. Цело друштво је било укључено и Атињане је то духовно узнемиравало. Изузетна пажња је посвећена случају потраге за убицом како би се протерао из државе и како би се друштво могло очистити. Веће Ареопага, чак и након што је изгубило већи део своје моћи, и даље је било задужено за суђења за убиства. Постојао је велики проблем када нико није осуђен за убиство. Суђење је упућено другом и посебном суду. Ако овај суд не би могао да пронађе одговорну особу, окривили би оружје. Атињани би тада протерали оружје како би помогли у обнављању друштва.

## Прогнанство
Атињани су имали начин да уклоне или протерају особу из друштва која је стекла превише моћи због спречавања тираније, иако то није увек било успешно. Један дан у зимском периоду грађани су имали прилику да неког пртотерају из града. У Агори је било 10 капија, од којих је свака била за различито племе.  Народ би долазио и писао име на остракизму. Ако више од шест хиљада острацизма има исто име, особа би морала да напусти Атину у року од десет дана. Постојали су археолошки налази који су открили многе крхотине остракизма.

## Судске одлуке
Одлуке судова испрва нису биле засноване на законима. Створени су их оштећени покушавајући да надоместе своје губитке. Око 621. п. н. е, под влашћу Дракона, настали су први писани закони. Он је био реформатор који је донео прве писане законе који су сматрани веома оштрим. Реч „драконски" је настала из ових закона који су често прописивали смрт као казну чак и за мале злочине. Дракон је сматрао да људи криви за мале прекршаје закона заслужују смртну казну. Такође је дошло до разликовања Атињана од осталих јер је „убиство не-Атињанина“, на пример, подразумевало мању казну. Ови закони нису дуго трајали, не зато што су довели до побуне народа огорченог њима, већ због јаза између богатих и сиромашних. Различите породице су се свађале и богате је само занимало да сиромашни плате дуг који дугују, а сиромашни су били забринути враћањем тих дугова. Људи су се тада обратили Солону да изврши промене јер он „никоме није био дужан и нико није дуговао Солону.“ Добио је скоро потпуну контролу над процесом и обе стране су апеловале да им помогне. Солон је поништио све дугове које су сиромашни дуговали и урадио различите ствари да реши проблем. Спровео је и правне реформе, од којих су највеће укидање Дракових закона осим оних о убиству. Солон је такође дозволио да сиромашни буду чланови пороте, такође, сваки мушкарац је могао да покрене случај. Закони које је Солон доносио били су бројни и покривали су све делове живота и друштва.